# Amegilla parhypate
Amegilla parhypate là một loài Hymenoptera trong họ Apidae. Loài này được Lieftinck mô tả khoa học năm 1975.